# Tritec Motors
A Tritec Motors foi uma joint venture firmada em 1997 entre a BMW e a então Chrysler. Ela é hoje resultado de um investimento de US$ 500 milhões em cotas iguais de participação, para fabricar no Brasil motores 1.4 e 1.6 litro.
A fábrica foi instalada em Campo Largo, na região metropolitana de Curitiba, no Paraná, em um terreno de 1,27 milhão de metros quadrados. Os trabalhos de construção começaram em 1998 e em Janeiro de 1999, a área de 40 mil metros quadrados da Tritec já estava construída.
O primeiro motor foi fabricado em Setembro daquele mesmo ano e a Tritec chegou em 2003 com a capacidade de produção de 400 mil motores/ano, porém nunca fabricou mais do que 250 mil motores/ano.
Os motores a gasolina de 4 cilindros 1.6/1.4 litro, ambos com 16 válvulas, são destinados ao mercado externo, equipando todos os modelos da marca Mini (exceto o modelo movido a diesel, cujo motor era fabricado pela Toyota), do Grupo BMW, fabricados na Inglaterra, o PT Cruiser fabricado na Europa e México, e também o Neon, fabricado nos Estados Unidos, ambos da marca Chrysler (hoje Cerberus Capital Management) pertencente à DaimlerChrysler (hoje Daimler AG).
Em 12 de março de 2008, a fabricante de automóveis italiana Fiat assinou um acordo com a Chrysler para a compra da fábrica Tritec Motors em Campo Largo, no Paraná, onde produzirá um novo tipo de motores, com um investimento total de 83 milhões de euros, incluídos os custos de desenvolvimento. A operação foi feita pela unidade Fiat Powertrain Technologies (FTP), que reúne as atividades de motopropulsão.